# Jacques Séraphin Lanquetin
Jacques Séraphin Lanquetin est un homme politique français, né le 19 juillet 1794 aux Longevilles-Mont-d'Or (département français du Doubs) et mort le 8 décembre 1869 à Paris.

## Biographie
Soldat, il fait les campagnes napoléoniennes et participe à la bataille de Waterloo. Négociant en vins à Paris, il est conseiller municipal et également conseiller général du canton de Pontarlier dans le Doubs. Membre de la chambre de commerce en 1843 et membre du conseil d'administration du Mont-de-Piété, il devient président de la commission municipale de Paris en 1848 puis président du Conseil municipal de Paris de 1850 à 1852. À cette fonction, il est considéré comme un précurseur des transformations du baron Haussmann. Il est également député de la Seine de 1852 à 1857, siégeant dans la majorité de soutien au Second Empire.
Sa tombe est située au cimetière du Père-Lachaise, 4e division, 2e ligne (avenue latérale Nord, sépulture des Parreaux).

## Sources
- « Jacques Séraphin Lanquetin », dans Adolphe Robert et Gaston Cougny, Dictionnaire des parlementaires français, Edgar Bourloton, 1889-1891 [détail de l’édition]